# Ashika
Ashika är ett fiktivt rike skapat för lajv (levande rollspel). Det är inspirerat av framför allt det gamla Japan, men med vissa influenser från andra östasiatiska kulturer. Följen och lajv har arrangerats utifrån riket av föreningen Ashika no Shakai.